# Lagersprache

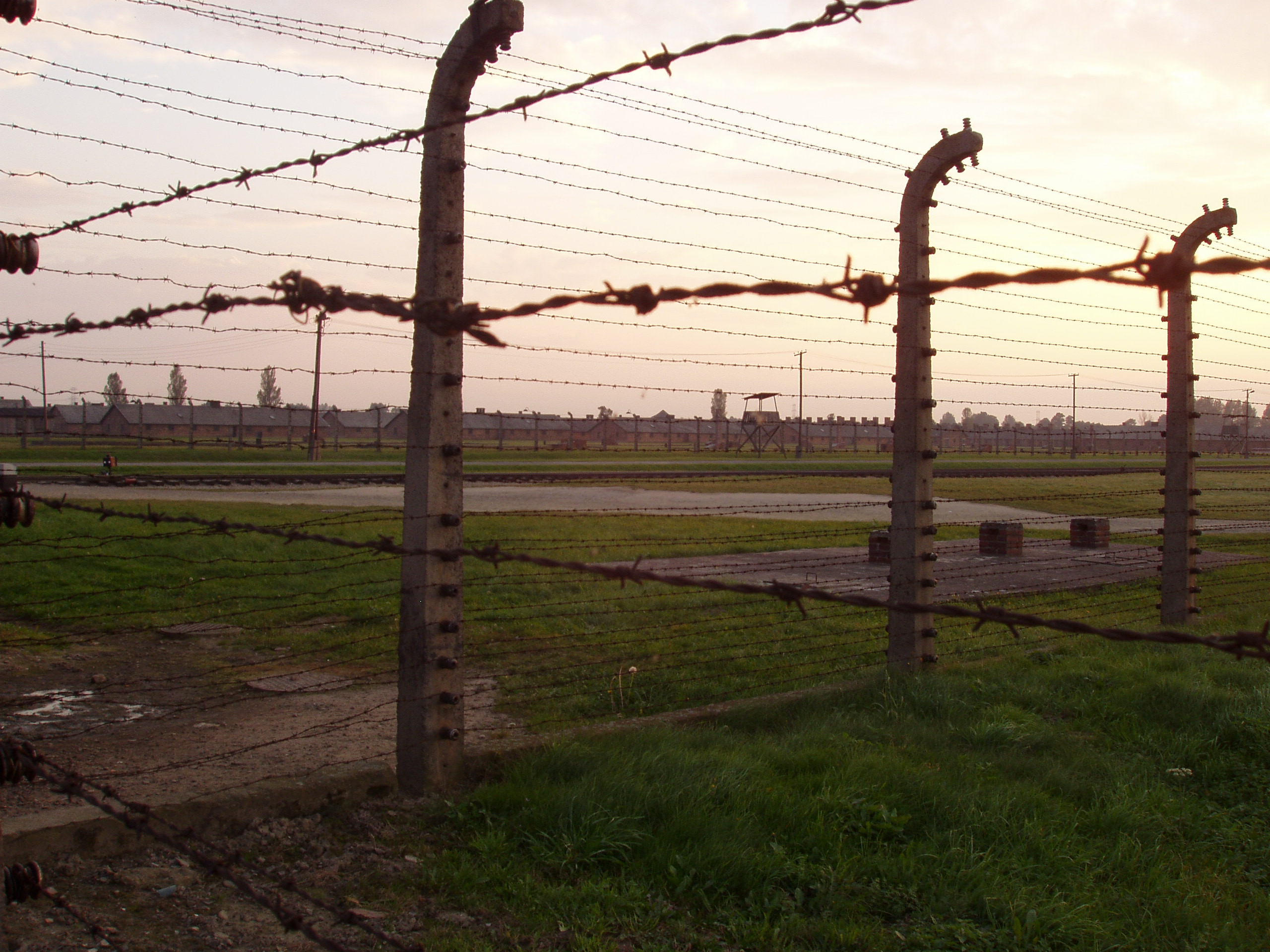
Ploty z ostnatého drátu v koncentračním táboře Auschwitz-Birkenau

Lagersprache (česky: táborová mluva) je žargon vězňů a esesmanů v nacistických koncentračních táborech.
Povaha tohoto žargonu je úzce spjata s táborovou realitou. Mnohé výrazy (zejména názvy různých funkcí v táborové hierarchii a názvy pracovních oddílů) jsou dnes zcela běžně používány historiky a slouží ke snadnějšímu popisu života v nacistických koncentračních táborech. Lagersprache byla v každém táboře trochu jiná, přičemž ji ovlivňovaly čtyři jazykové úrovně: dialektální, sociolektální, idiolektální a tzv. vysoká (tzv. Hoch-Variante – mluva německých úřadů a mluva SS).
Počátky Lagersprache jsou spojeny s tábory, které vznikly na území Třetí Říše ještě před začátkem druhé světové války. Zde se vyvinuly její základy, které byly později spolu s německými vězni přeneseny i do dalších, nově vznikajících táborů.
Jediným oficiálním jazykem koncentračních táborů byla němčina. Všechny táborové reálie, veškerý ústní či písemný styk probíhal v němčině (jednou z mála výjimek byly dvojjazyčné nápisy poblíž drátů pod elektrickým napětím – „Halt“, Stój“). Každý vězeň musel ovládat alespoň základní výrazy potřebné k výkonu svých činností a ihned po příjezdu do tábora byl obeznámen s nejčastěji užívanými příkazy (např. Mützen ab! Mützen auf!) a způsoby hlášení se esesmanům (k němuž bylo potřebné znát své vězeňské číslo v němčině).
Osvětimskou Lagersprache zkoumali v Polsku z hlediska lingvistického Z. Jagoda (po jeho smrti v roce 1981 D. Wesołowska), S. Kłodziński a J. Masłowski, kteří do poloviny roku 1977 shromáždili asi 15 000 výrazů doplněných citáty ilustrujícími jejich konkrétní použití. Ve své práci pokračovali i v následujících letech a rozšířili tak spektrum používaných výrazů o další tisíce slov a slovních spojení, které jsou od 70. let postupně publikovány jako Słownik oświęcimski v časopise Przegląd Lekarski – Oświęcim.

## Slovníček Lagersprache
| Abbruchkommando                   | pracovní oddíl pracující při demolici různých staveb |
| Alte numer                        | staré číslo – tzn.vězeň, který měl nízké táborové číslo; obecně považován za zkušeného, neboť již dokázal v táboře přežít delší dobu                                                                                |
| Apel                              | nástup; obvykle 2–3× denně (morgenapel, mitagapel, abendsapel), kromě toho existovaly ještě speciální nástupy – generální (generalapel), sčítací (zählapel), pro kontrolu vší (läuseapel), trestný (strafapel) atd. |
| Arbeitskommando                   | pracovní oddíl |
| Aufräumungskommando               | tzv. vyklízecí oddíl („Kanada“) – pracovní skupina určená k třídění a skladování věcí zabavených Židům, připravující tyto věci na odvoz do Říše                                                                     |
| Aufseherin                        | dozorkyně (členka SS) |
| Aussenkommando                    | vnější pracovní oddíl (pracující během dne mimo tábor) |
| Ausweis                           | průkaz totožnosti, legitimace |
| Bekleidungskammer                 | sklad táborových oděvů |
| Binda                             | pruh látky nošený na rameni, označující vězeňské funkcionáře; měla různé barvy – kapo – černou, blokový – červenou, předáci – žlutou                                                                                |
| Blockältester                     | blokový, starší bloku – vězeňský funkcionář, který měl na starost jeden z bloků v táboře |
| Blockführer                       | vedoucí bloku – esesman, který měl na starost jeden z bloků v táboře |
| Blockführerstube                  | barák umístěný před vchodem do tábora, který sloužil jako kancelář pro jednotlivé Blockführery |
| Blocksperre                       | zákaz opouštění bloků – tento příkaz byl užíván zejména pokud chtěli nacisté provést nějakou akci bez svědků – např. popravy většího množství lidí, selekce atd.                                                    |
| Bocianówka (bočanufka)            | strážní věž |
| Brotkammer                        | sklad chleba |
| Dachdecker                        | pokrývač střech |
| Durchfall                         | průjem |
| Effektenkammer                    | sklad věcí odebraných nově příchozím vězňům |
| Effektenlager                     | tzv. „Kanada“ – část tábora, ve které byly skladovány věci po lidech určených pro smrt v plynové komoře – v Birkenau tábor BIIg                                                                                     |
| Entläusung                        | odvšivování |
| Erkennungsdienst                  | část politického oddělení (táborového gestapa), které mělo za úkol získávat a evidovat informace o vězních; patřil sem rovněž vězeňský pracovní oddíl, jehož úkolem bylo fotografování vězňů                        |
| Erziehungshäftling                | vězeň přivezený do tábora na převychování, podle předpisů zde měl zůstat na 56 dní a posléze být propuštěn |
| Familienlager                     | rodinný tábor – tábor, v němž žili pohromadě muži, ženy i děti; v Birkenau tábory BIIb – s Židy přiváženými z Terezína a BIIe – cikánský tábor                                                                      |
| Feuerwache                        | táborová požární stráž |
| FKL (Frauenkonzentrationslager)   | ženský koncentrační tábor |
| Häftling                          | vězeň |
| HKB (Häftlingskrankenbau)         | vězeňská nemocnice |
| Jaskółki (jaskuuki)               | strážní věže |
| Kacet (kazet)                     | koncentrační tábor, zkratka z KZ (Konzentrationslager) |
| Kanada                            | viz Aufräumungskommando a Effektenlager |
| Kápo                              | vedoucí pracovního oddílu z řad vězňů |
| Kartoffelkommando                 | oddíl pracující při obírání brambor a zeleniny |
| Kesselkommando                    | pracovní oddíl, jehož úkolem bylo nosit kotle z kuchyně na bloky nebo na místo práce |
| Kommando                          | pracovní oddíl |
| Kommandoführer                    | esesman, vedoucí pracovního oddílu |
| Lager                             | tábor |
| Lagerartz                         | esesman, táborový lékař |
| Lagerältester                     | starší tábora; vězeň odpovědný za celý tábor; nejvyšší vězeňská funkce |
| Lagerführer                       | velitel tábora vězňů, důstojník SS |
| Lagerkommandant                   | velitel celého tábora a jednotek SS; nejvyšší funkce v hierarchii táborové správy |
| Lagerruhe                         | táborový klid |
| Lagersperre                       | zákaz vycházení z bloků v celém táboře; viz též Blocksperre |
| Lagerstrasse                      | hlavní cesta vedoucí táborem |
| Lagerwäscherei                    | táborová prádelna |
| Landwirtschaftkommando            | pracovní oddíl zaměstnaný při polních pracích |
| Leichenkommando                   | pracovní oddíl, jehož úkolem bylo sbírat po táboře mrtvoly a přivážet je do krematoria |
| Leichenträger                     | pracovník Leichenkommanda |
| Läufer (Läuferin)                 | vězeň, jehož úkolem bylo rychlé přenášení zpráv mezi esesmany a funkcionáři |
| Mexiko, Meksyk                    | tábor BIII v Birkenau, který nebyl nikdy zcela dokončen |
| Musulmann, muzułman               | vězeň na pokraji svých fyzických i psychických sil, vyčerpaný dlouhodobým hladověním a náročnou fyzickou prací |
| Mützen ab!                        | Sundat čepici! |
| Mützen auf!                       | Nasadit čepici! |
| Nachtruhe                         | noční klid |
| Nachtwache                        | vězeň plnící noční službu na bloku |
| Oberaufseherin                    | vrchní dozorkyně z řad SS v ženském táboře – funkce odpovídající Lagerführerovi v mužském táboře |
| organizovat                       | nelegálně pro sebe či jiné vězně získávat předměty každodenního užitku – např. potraviny, oblečení, léky atd. |
| Pfleger                           | ošetřovatel v nemocnici |
| Pipel                             | obvykle mladý vězeň provádějící nejrůznější úsluhy (mnohdy i sexuální) vězeňským funkcionářům |
| Politische Abteilung              | politické oddělení – táborové gestapo |
| Post (Posten)                     | esesman střežící komanda při práci nebo tábor z strážních věžích |
| Postenkette (Postenkieta)         | strážní věž, řetěz strážních věží |
| Puff                              | táborový nevěstinec zřízený pro funkcionáře a prominentní vězně |
| Rapportführer                     | esesman vedoucí apel; odpovědný za odpovídající počet vězňů v táboře |
| Rewir                             | revír – táborová nemocnice |
| Sauna                             | táborová lázeň |
| Schonungsblock                    | blok pro rekonvalescenty |
| Schneiderei und Strickerei        | krejčovské dílny |
| Schreiber (Schreiberin)           | šrajbr – písař |
| Selektion (selekce)               | výběr vězňů určených na smrt (v plynové komoře, smrtící injekcí atd.), prováděný esesmany |
| Sport                             | různá fyzicky náročná cvičení, která esesmani přikazovali vězňům |
| Sonderkommando                    | pracovní oddíl zaměstnaný při obsluze plynových komor a krematorií |
| SS-rewir                          | nemocnice pro SS |
| Stammlager                        | kmenový (mateřský) tábor |
| Strafkommando, Strafkompanie (SK) | trestní oddíl |
| Stubendienst (štubový)            | vězeňský funkcionář, který měl na starost část bloku (většinou jednu místnost) |
| Torwache                          | vězeň, hlídající vstup do bloku |
| Totenmeldung                      | úmrtní oznámení, hlášení o úmrtí |
| Unterkunft                        | pracovní oddíl, který třídil a opravoval různé užitkové předměty – např. deky, misky, seníky, oblečení atd. |
| Vorarbeiter                       | předák; nižší vedoucí pracovního oddílu, mající na starosti kolem deseti vězňů |
| Waschraum                         | umývárna |
| Wasserkommando                    | pracovní oddíl zaměstnaný při údržbě rybníků |
| Winkel (vinkl)                    | barevný trojúhelník označující kategorii vězně, našívaný na vězeňské oblečení |
| Zugang                            | nově příchozí vězeň |